# Volta a Portugal de 1985
A 47ª edição da Volta a Portugal em Bicicleta ("Volta 85") decorreu entre os dias 4 e 17 de Agosto de 1985. Composta por um prólogo e 15 etapas, num total de 1.870 km.

## Equipas
Participaram 104 corredores de 12 equipas:
- Ajacto-Morphy Richards (D.S. César Guedes e Venceslau Fernandes)
  - 1. Venceslau Fernandes
  - 2. António Araújo
  - 3. Fernando Maia
  - 4. José Fernandes
  - 5. José Passos
  - 6. Manuel Vilar
  - 7.
  - 8. Ertjies Bezuidenhout
  - 9. Robert McIntosh
- Sporting-Raposeira (D.S. Emídio Pinto)
  - 10. Alberto Leal
  - 11. Alexandre Ruas
  - 12. António Alves
  - 13. António Pinto
  - 14. Carlos Santos
  - 15. Eduardo Correia
  - 16. Fernando Fernandes
  - 17. José Xavier
  - 18. Marco Chagas
  - 19. Paulo Correia
- Bombarralense-Case (D.S. Afonso Henriques)
  - 20. Américo Silva
  - 21. António Fernandes
  - 22. Belmiro Silva
  - 23. Benedito Ferreira
  - 24. Fernando Carvalho
  - 25. João Santos
  - 26. José Amaro
  - 27. Vítor Rodrigues
  - 28. Armindo Terebentino
  - 29. Firmino Bernardino
- Vitória de Guimarães-Maria José Abreu (D.S. Mário Miranda)
  - 30. Bernardo de Sousa
  - 31. Joaquim Fonseca
  - 32. José Martins
  - 33. Manuel Abreu
  - 34. Manuel Martins
  - 35. Marino Fonseca
  - 36. Manuel Zeferino
  - 37. Renato Ferraro
- Boavista-Tianica (D.S. Império dos Santos)
  - 38. Anselmo Costa
  - 39. Duarte Ferreira
  - 40. Joaquim Neto
  - 41. José Amaro
  - 42. José Camilo
  - 43. Manuel Gomes
  - 44. Manuel Neves
  - 45. Rui Sevilha
- Lousa-Trinaranjus-Akai-Altis (D.S. Fernando Mendes)
  - 48. Abel Coelho
  - 49. Adelino Teixeira
  - 50. Benjamim Carvalho
  - 51. Carlos Marta
  - 52. Jacinto Paulinho
  - 53. José Poeira
  - 54. Luís Domingos
  - 55. Manuel Cunha
  - 56. Carlos Ferreira
  - 57. João Paulo
- Tavira-Macal Minarelli (D.S. António Teixeira)
  - 58. António Pinto
  - 59. Constâncio Reis
  - 60. Eugénio Passos
  - 61. Fernando Ventura
  - 62. Jorge Evangelista
  - 63. Jorge Corvo
  - 64. Jorge Fernandes
  - 65. José Marques
  - 66. Luciano Soares
  - 67. ??
- Costa de Lavos-RTC-Yophil (D.S. José Adelino)
  - 68. Américo Vieira
  - 69. Luís Gregório
  - 70. Adriano Pedro
  - 71. José Silva
  - 72. Malva Ramalho
  - 73. António Castro
  - 74. José Monteiro
  - 112. Manuel Garcêz
  - 113. Jannie Van der Berg
- Olhanense-FB-Algarve (D.S. Luís Vargues)
  - 75. António Rodrigues
  - 76. Edgar Pereira
  - 77. Gaspar Gonçalves
  - 78. José Barbosa
  - 79. Manuel Oliveira
  - 80. Raúl Terebentino
  - 81. Raúl Pascal
- Selecção do Norte-Conservas Belamar (D.S. Manuel Campos e José Torres)
  - 83. Manuel Correia
  - 84. Carlos Moreira
  - 85. José Santiago
  - 86. Carlos Pereira
  - 87. Carlos Morais
  - 88. José Leite
  - 89. Luís Santos
  - 90. Orlando Carvalho
  - 91. José Oliveira
- Selecção do Centro-Nordesfer (D.S. Alberto Carlos)
  - 92. Paulo Duque Silva
  - 93. Joaquim Gomes
  - 94. Raúl Matias
  - 95. Hermínio Gorgulho
  - 96. João Santos
  - 97. José Ferreira
  - 98. Luís Cruz
  - 99. Luís Janeiro
  - 100. Luís Filipe
  - 101. Paulo C. Silva
- Algarve-T. Iberius-F. Paco (D.S. José Libânio)
  - 102. António Apolo
  - 103. Carlos Brito
  - 104. Carlos Gago
  - 105. Bráulio Filipe
  - 106. João Guerreiro
  - 107. Tito Vitorino
  - 108. Silvério do Carmo
  - 109. Alfredo Almeida
  - 110. David Marques
  - 111. Cayn Theakston

Houve também um ciclista a correr com a camisola do Alfena.

## Etapas
| Nº        | Dia          | Etapa                                                             | km  | Vencedor da etapa                               | Camisola amarela                             |
| --------- | ------------ | ----------------------------------------------------------------- | --- | ----------------------------------------------- | -------------------------------------------- |
| Prólogo   | 4 de Agosto  | Tavira - Tavira (C/R por séries)                                  | 4   | Marco Chagas (Sporting-Raposeira)               | Marco Chagas (Sporting-Raposeira)            |
| 1ª etapa  | 5 de Agosto  | Castro Marim - Grândola                                           | 200 | Carlos Silva (Sporting-Raposeira)               | Marco Chagas (Sporting-Raposeira)            |
| 2ª etapa  | 6 de Agosto  | Grândola - Seixal                                                 | 141 | Carlos Silva (Sporting-Raposeira)               | Marco Chagas (Sporting-Raposeira)            |
| 3ª etapa  | 7 de Agosto  | Seixal - Bombarral                                                | 124 | António Fernandes (Bombarralense-Case)          | Marco Chagas (Sporting-Raposeira)            |
| 4ª etapa  | 8 de Agosto  | Bombarral - Figueira da Foz                                       | 141 | Américo Vieira (Costa de Lavos/RTC/Yophil)      | Marco Chagas (Sporting-Raposeira)            |
| 5ª etapa  | 9 de Agosto  | Figueira da Foz - Mangualde (Alto da Senhora do Castelo)          | 197 | António Fernandes (Bombarralense-Case)          | Marco Chagas (Sporting-Raposeira)            |
| 6ª etapa  | 10 de Agosto | Mangualde - Mangualde (C/R individual)                            | 20  | Eduardo Correia (Sporting-Raposeira)            | Marco Chagas (Sporting-Raposeira)            |
| 7ª etapa  | 10 de Agosto | Mangualde - Manteigas                                             | 88  | Venceslau Fernandes (Ajacto-Morphy Richards)    | Venceslau Fernandes (Ajacto-Morphy Richards) |
| 8ª etapa  | 11 de Agosto | Manteigas - Peso da Régua                                         | 175 | Alexandre Ruas (Sporting-Raposeira)             | Venceslau Fernandes (Ajacto-Morphy Richards) |
|           | 12 de Agosto | Descanso                                                          |     |                                                 |                                              |
| 9ª etapa  | 13 de Agosto | Peso da Régua - Macedo de Cavaleiros                              | 150 | Fernando Carvalho (Bombarralense-Case)          | Venceslau Fernandes (Ajacto-Morphy Richards) |
| 10ª etapa | 14 de Agosto | Macedo de Cavaleiros - Mondim de Basto (Alto da Senhora da Graça) | 150 | Marco Chagas (Sporting-Raposeira)               | Venceslau Fernandes (Ajacto-Morphy Richards) |
| 11ª etapa | 15 de Agosto | Mondim de Basto - Viana do Castelo                                | 123 | Manuel Abreu (Vit. Guimarães-Maria José Abreu)  | Venceslau Fernandes (Ajacto-Morphy Richards) |
| 12ª etapa | 15 de Agosto | Viana do Castelo - Póvoa de Varzim                                | 65  | Carlos Santos (Sporting-Raposeira)              | Venceslau Fernandes (Ajacto-Morphy Richards) |
| 13ª etapa | 16 de Agosto | Póvoa de Varzim - Valença (Monte Faro)                            | 143 | Jacinto Paulinho (Lousa-Trinaranjus-Akai-Altis) | Venceslau Fernandes (Ajacto-Morphy Richards) |
| 14ª etapa | 17 de Agosto | Valença - Matosinhos                                              | 126 | Américo Silva (Bombarralense-Case)              | Venceslau Fernandes (Ajacto-Morphy Richards) |
| 15ª etapa | 17 de Agosto | Matosinhos - Matosinhos (C/R individual)                          | 23  | Marco Chagas (Sporting-Raposeira)               | Marco Chagas (Sporting-Raposeira)            |

## Classificações Finais

### Geral individual
| Lugar | Nome                | Nacionalidade | Equipa                              | Tempo       |
| ----- | ------------------- | ------------- | ----------------------------------- | ----------- |
| 01º   | Marco Chagas        | Portugal      | Sporting-Raposeira                  | 51h 47' 26" |
| 02º   | Eduardo Correia     | Portugal      | Sporting-Raposeira                  | + 55"       |
| 03º   | Venceslau Fernandes | Portugal      | Ajacto-Morphy Richards              | + 1' 22"    |
| 04º   | Manuel Zeferino     | Portugal      | Vit. Guimarães-Maria José Abreu     | + 1' 44"    |
| 05º   | Fernando Fernandes  | Portugal      | Sporting-Raposeira                  | + 2' 43"    |
| 06º   | Manuel Cunha        | Portugal      | Lousa-Trinaranjus-Akai-Altis        | + 3' 38"    |
| 07º   | António Pinto       | Portugal      | Sporting-Raposeira                  | + 3' 48"    |
| 08º   | Adelino Teixeira    | Portugal      | Lousa-Trinaranjus-Akai-Altis        | + 3' 57"    |
| 09º   | José Santiago       | Portugal      | Selecção do Norte-Conservas Belamar | + 4' 02"    |
| 10º   | José Passos         | Portugal      | Ajacto-Morphy Richards              | + 4' 16"    |

### Geral por equipas
| Lugar | Equipa                       | Tempo        |
| ----- | ---------------------------- | ------------ |
| 1º    | Sporting-Raposeira           | 155h 23' 40" |
| 2º    | Lousa-Trinaranjus-Akai-Altis | + 11' 33"    |
| 3º    | Ajacto-Morphy Richards       | + 11' 33"    |

### Geral por Pontos
| Lugar | Nome              | Equipa             | Pontos |
| ----- | ----------------- | ------------------ | ------ |
| 1º    | Carlos Santos     | Sporting-Raposeira | 57     |
| 2º    | António Fernandes | Bombarralense-Case | 41     |
| 3º    | Alexandre Rua     | Sporting-Raposeira | 32     |

### Geral da Montanha
| Lugar | Nome                | Equipa                              | Pontos |
| ----- | ------------------- | ----------------------------------- | ------ |
| 1º    | José Santiago       | Selecção do Norte-Conservas Belamar | 65     |
| 2º    | Venceslau Fernandes | Ajacto-Morphy Richards              | 37     |
| 3º    | Armindo Terebentino | Bombarralense-Case                  | 30     |

### Outras classificações
Metas Volantes: António Silva (Tavira-Macal Minarelli), 18 pontos.
Combinado: Marco Chagas (Sporting-Raposeira), 11 pontos
Juventude: José Santiago (Selecção do Norte-Conservas Belamar)
Prémio Amabilidade (Troféu Idalino de Freitas): Marco Chagas (Sporting-Raposeira)

## Ciclistas
Partiram: 101; Desistiram: 39; Terminaram: 62.
Media: 36,277 km/h.